# Ubirajara
Ubirajara är en kommun i Brasilien.   Den ligger i delstaten São Paulo, i den södra delen av landet, 800 km söder om huvudstaden Brasília. Antalet invånare är 4 429. Arean är 283 kvadratkilometer.
Terrängen i Ubirajara är platt.
Trakten runt Ubirajara består i huvudsak av gräsmarker. Runt Ubirajara är det glesbefolkat, med 9 invånare per kvadratkilometer.